# Alan Cox
Alan Cox (Solihull, 29 luglio 1968) è un informatico e hacker britannico.
È un programmatore, ex dipendente di Red Hat, che fin dagli inizi - 1991 - ha contribuito significativamente allo sviluppo del kernel di Linux.

## Biografia
Mentre lavorava nel campus dell'Università del Galles, a Swansea, dove viveva con sua moglie Telsa Gwynne (scomparsa il 3 novembre 2015), installò una delle prime versioni di Linux su un computer gestito da una società all'interno dell'università. Questa fu una delle prime installazioni di Linux su una rete congestionata, e vennero a galla numerosi bug del sistema operativo; in particolare, nel gestore di rete. Cox riuscì a correggere molti bug e in sostanza riscrisse la maggior parte del sottosistema di gestione della rete.
Divenne così uno dei principali sviluppatori e manutentori del kernel di Linux. Si occupò dei branch 2.2.x e del 2.4.x, rilasciando la sua serie -ac: un insieme di patch contenente delle funzioni sperimentali. Queste, una volta testate, vennero poi incluse nel kernel ufficiale.
Questi branch erano molto stabili. Prima di ridurre il suo tempo dedicato allo sviluppo di Linux per poter ottenere l'MBA, Cox era ritenuto, come sviluppatore, secondo solo a Linus Torvalds.
È un sostenitore convinto della libertà di programmazione (o open source) e un feroce oppositore dei brevetti software, del DMCA e del CBDTPA. Si è ritirato da un sottogruppo di Usenix per protesta e ha detto che non avrebbe visitato gli Stati Uniti per paura di essere imprigionato, dopo l'arresto di Dmitry Sklyarov per violazione del DMCA.
Cox è stato impiegato in Red Hat per circa dieci anni, occupandosi principalmente dello sviluppo del Kernel Linux. Alla fine del 2008 ha deciso di dare le dimissioni annunciando il suo nuovo lavoro in Intel.
Sviluppa attivamente per una miriade di progetti legati al software, tra i quali GNOME e X.Org. È stato anche il principale sviluppatore di AberMUD, che scrisse mentre era studente all'Università del Galles, ad Aberystwyth.

## Curiosità
- Cox viene spesso confuso con lo sviluppatore di FreeBSD, Alan L. Cox

## Riconoscimenti
Nel 2003 è stato insignito dalla FSF dell'Award for the Advancement of Free Software (premio per il progresso del software libero) alla conferenza FOSDEM a Bruxelles.
Il 5 ottobre 2005 ha ricevuto un premio per l'elevata mole dei suoi contributi al kernel di Linux, al Linux World Awards a Londra.